# Lissemys punctata
La tartaruga alata indiana (Lissemys punctata Lacépède, 1788) è una tartaruga d'acqua dolce diffusa in Asia meridionale. Il termine «alata» deriva dalla presenza di due alette femorali situate sul piastrone che ricoprono le zampe quando vengono retratte nel carapace. Quale tipo di protezione dai predatori offrano queste particolari strutture, però, non è ancora stato ben stabilito. Questa specie è largamente diffusa ed è molto comune in tutte le regioni del suo areale.

## Tassonomia
Ne vengono riconosciute tre sottospecie:
- L. p. punctata (Bonnaterre, 1789), sottospecie nominale, diffusa nel sud dell'areale, più precisamente in India nelle regioni di Kerala e Tamil Nadu;
- L. p. andersoni Webb, 1980, distribuita nelle regioni settentrionali dell'areale della specie. Segnalata in Bangladesh, India (regioni di Assam, Bihar, Haryana, Jammu, Madhya Pradesh, Meghalaya, Rajasthan, Sikkim, Uttar Pradesh e Bengala Occidentale), Myanmar, Nepal e Pakistan;
- L. p. vittata (Peters, 1854), sottospecie che occupa la porzione centrale dell'areale. In India è presente nelle regioni di Andhra Pradesh, Goa, Gujarat, Karnataka, Madhya Pradesh, Maharashtra, Orissa e Rajasthan. Dubbia la presenza in Chhattisgarh.

## Descrizione

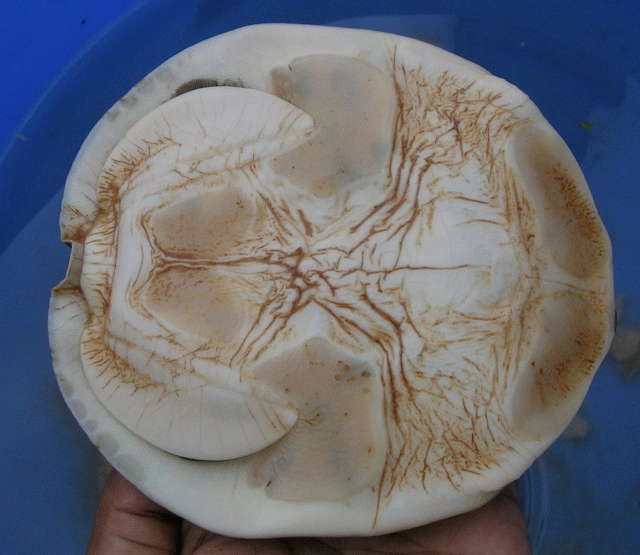
Sul piastrone spiccano le alette di pelle che danno il nome alla specie.

Visto dall'alto, il carapace della Lissemys punctata è di forma ovale negli adulti, ma molto più rotondo negli esemplari giovani; la maggiore ampiezza viene raggiunta appena davanti alle zampe posteriori. La larghezza del disco è pari al 77-86% della sua lunghezza; il carapace si inarca solo leggermente, tanto che la sua altezza è pari solo al 35-40,5% della sua lunghezza; i margini del carapace sono lisci e leggermente svasati posteriormente; le ossa marginali non sono unite con quelle pleurali. Il grosso piastrone, in gran parte cartilagineo, è pari all'88-97,5% della lunghezza del carapace; esso presenta una coppia di grandi frange di pelle sotto le quali vengono ripiegati gli arti posteriori, una frangia più piccola sopra la coda e sette callosità. La testa è grande ed ha una larghezza pari al 21,5-25% di quella del carapace; la proboscide è breve e tozza; i margini taglienti della mascella sono lisci e le superfici alveolari espanse e granulose. Le unghie sono grosse e robuste; il pene è spesso, ovale, con una profonda fenditura dorsale e quattro morbide papille appuntite; la coda è molto corta in entrambi i sessi.
Il carapace misura 24–37 cm di lunghezza. Varia nella colorazione dal marrone uniforme al marrone oliva o al verde scuro e può presentare piccole macchie marrone scuro o grosse macchie gialle; il piastrone è color crema.

## Distribuzione e habitat
È ampiamente diffusa in Asia meridionale, dove si rinviene comunemente in fiumi (principalmente nel bacino dell'Indo e del Gange), laghi, canali d'irrigazione, paludi, stagni, cisterne e pozze temporanee anche nei pressi di aree urbane. Predilige acque poco profonde e a lento corso (anche stagnanti) e per questo è frequentemente osservabile nelle risaie. L'areale include: Bangladesh, India (Andhra Pradesh, Bihar, Goa, Gujarat, Kerala, Madhya Pradesh, Orissa, Punjab, Tamil Nadu, Bengala Occidentale), Myanmar, Nepal, Pakistan e Sri Lanka. È stata introdotta nelle Isole Andamane e a Nicobar. Si riscaldano a lungo sulle rive fangose o sabbiose o anche sulla vegetazione galleggiante.
In uno studio condotto in Bangladesh è stato dimostrato che questa specie gioca un ruolo importante nella depurazione degli ecosistemi acquatici, nutrendosi di chiocciole, insetti e frammenti di carogne.
È possibile trovarla anche nelle pozze d'acqua temporanee dei deserti del Rajasthan, malgrado ogni anno ne muoiano a centinaia durante la torrida estate.

## Biologia

### Alimentazione
La tartaruga alata indiana è onnivora. La sua dieta comprende rane, pesci, gamberetti, chiocciole, piante acquatiche, foglie, fiori, frutti, erba e semi.
Questa specie è nota per essersi bene adattata, sia nella morfologia che nel comportamento, a lunghi periodi di siccità. Infatti rimane nascosta perlopiù sottoterra e si sposta spesso da una pozza all'altra per evitare il loro disseccamento. Durante questi periodi, inoltre, può entrare in uno stato di estivazione. Malgrado molte tartarughe muoiano durante i periodi più critici, alcuni esemplari sono riusciti a sopravvivere senz'acqua fino a 160 giorni.

### Riproduzione
La tartaruga alata indiana raggiunge la maturità sessuale a 2 o 3 anni di età. Il corteggiamento e le abitudini riproduttive di questa specie sono particolari e sono stati osservati da P. Duda e K. Gupta nel 1981. All'inizio del corteggiamento il maschio dà dei colpetti con il collo e le zampe al carapace della femmina. Quando questa è recettiva, si posiziona di fronte al maschio con il collo esteso e i due iniziano a ondeggiare verticalmente la testa per 3 o 4 volte. Questo comportamento viene ripetuto fino a 5-8 volte. Dopo il corteggiamento, la femmina si volta e viene montata dal maschio. Verso il termine della copula, il maschio allenta la presa e ruota la faccia nella direzione opposta a quella della femmina: rimangono in questa posizione per circa 15 minuti. Durante questo periodo, la femmina può spostarsi trascinando con sé il maschio. La coppia, quindi, si separa e la copulazione ha termine.
Il periodo della nidificazione varia a seconda dell'habitat e dell'areale. Per deporre le uova, questa tartaruga predilige terreni paludosi ben esposti al sole. Ogni anno vengono deposte 2 o 3 covate formate ciascuna da 2-16 uova. Esse vengono seppellite nella sabbia per proteggerle dai predatori.

## Rapporti con l'uomo

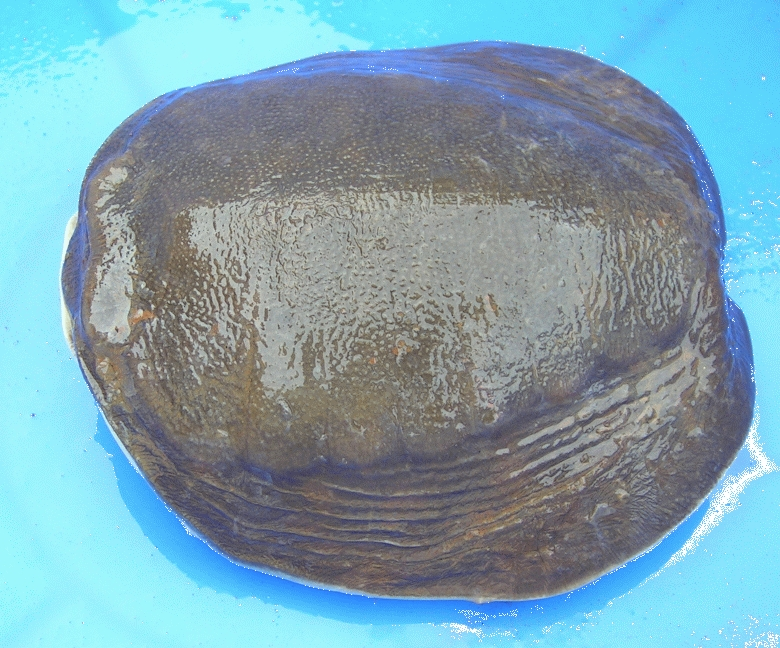
Veduta del carapace.

### Conservazione
La tartaruga alata indiana venne inserita nell'Appendice I della CITES nel 1975 su richiesta del governo del Bangladesh. Tuttavia la CITES assicurò protezione solamente alla sottospecie diffusa in Bangladesh, la L. p. andersoni. Una seguente rivisitazione della letteratura scientifica e dei dati disponibili, però, non riscontrò alcuna prova tale per dichiarare tale animale una specie in pericolo di estinzione. Anzi, in India la tartaruga alata è la specie di tartaruga d'acqua dolce più numerosa; di conseguenza, nel 1983, venne rimossa dall'elenco delle specie minacciate. Attualmente, la specie campeggia nell'Appendice II.

### Proprietà farmaceutiche
Al guscio di questa tartaruga vengono attribuite proprietà farmaceutiche sia in Cina che in India. Una volta bruciato, polverizzato e miscelato con olio, viene usato in Cina per trattare certe malattie epidermiche. In India, invece, con esso viene fabbricato un farmaco ritenuto in grado di curare la tubercolosi.

### Minacce
In molti Paesi dell'Asia meridionale le tartarughe d'acqua dolce e le loro uova vengono comunemente usate come fonte di cibo e proteine. Di conseguenza, ogni anno migliaia di questi animali vengono catturati e venduti. In Bangladesh e in India questo sfruttamento incide notevolmente sulla tartaruga alata indiana, poiché rispetto alla maggior parte delle tartarughe della regione è più grande e da essa si ricava quindi più carne. Dal momento che la specie è protetta, però, la carne di questo animale è piuttosto costosa e ciò ha portato ad un aumento delle catture illegali.
Fattori di rischio ben più importanti per la sopravvivenza di questa specie sono costituiti dallo sconvolgimento degli ambienti in cui vive in seguito alla costruzione di dighe e sbarramenti, dalla messa a coltura degli argini fluviali e dall'inquinamento.